# مننیوت
مننیوت (به انگلیسی: Menheniot) یک روستا و محله مدنی در بریتانیا است که در کورنوال واقع شده‌است. مننیوت ۱٬۷۱۶ نفر جمعیت دارد.